# Secretagoog
Een secretagoog is een stof die ervoor zorgt dat een andere stof vrijkomt of wordt uitgescheiden. Een voorbeeld is gastrine, dat de H+K+-ATPase in de pariëtale cellen stimuleert, waardoor de productie van maagzuur uit de maag toeneemt. Pentagastrine, een synthetische vorm van gastrine, histamine en acetylcholine zijn allemaal maagsecretagogen.
Sulfonylureumderivaten zijn insulinesecretagogen, die de afgifte van insuline veroorzaken door directe werking op het ATP-afhankelijke kaliumkanaal in de bètacellen van de alvleesklier. Blokkering van dit kanaal leidt tot depolarisatie en uitscheiding van blaasjes.
Angiotensine II is een aldosteronsecretagoog uit de bijnier.
De afgifte van AVP (Arginine Vasopressine) kan fungeren als een secretagoog voor de afgifte van corticotropine (ACTH). Opgemerkt moet worden dat de twee hormonen worden geproduceerd door de nucleus paraventricularis hypothalami (PVN) van de hypothalamus, wat erop wijst dat AVP een belangrijke rol speelt bij de regulatie van ACTH-secretie in stresssituaties.